# Johnson-Kreis

Dreieck mit Johnson-Kreisen (rot) und Johnson-Dreieck (blau)

In der Geometrie versteht man unter den Johnson-Kreisen eines Dreiecks drei Kreise mit gleichem Radius, die durch jeweils zwei Ecken gehen und einen Punkt gemeinsam haben. Das von den Mittelpunkten dieser Kreise gebildete Dreieck wird als Johnson-Dreieck bezeichnet. Die Namensgebung geht zurück auf den US-amerikanischen Geometer Roger Arthur Johnson (1890–1954).

## Eigenschaften
- Die drei Johnson-Kreise eines Dreiecks existieren und sind eindeutig bestimmt.
- Die drei Johnson-Kreise haben den gleichen Radius wie der Umkreis des gegebenen Dreiecks.
- Das Johnson-Dreieck und das gegebene Dreieck sind kongruent. Das Drehzentrum der Kongruenzabbildung ist der Mittelpunkt des Feuerbachkreises.
- Die Mittelsenkrechten des gegebenen Dreiecks sind die Höhen im Johnson-Dreieck, die Höhen des gegebenen Dreiecks sind die Mittelsenkrechten des Johnson-Dreiecks.
- Deshalb ist der gemeinsame Punkt der drei Johnson-Kreise der Höhenschnittpunkt des gegebenen Dreiecks und damit der Umkreismittelpunkt des Johnson-Dreiecks.
- Ebenfalls deshalb ist der Höhenschnittpunkt des Johnson-Dreiecks der Umkreismittelpunkt des gegebenen Dreiecks.